# آریوژن
آریوژن فارمد (AryoGen Pharmed) شرکت زیست‌فناوری و زیست‌داروی ایرانی متخصص در ساخت پادتن تک‌تیره درمانی و برخی از پروتئین‌های نوترکیب دیگر است.

## محصولات
- آریوسون (AryoSeven) (عامل VIIa نوترکیب)
- آریوسون آر تی  (AryoSeven RT) (عامل VIIa نوترکیب)
- آلتبرل (Altebrel) (اتانرسپت)
- زیتاکس (Zytux) (ریتوکسیمب)
- آریوتراست (AryoTrust) (تراستوزومب)
- استیوانت (Bevacizumab) (بواسیزومب)
- تمزیوا(Tocilizumab) (توسیلیزومب)
- آریلیا (Denozumab) (دنوزومب)
- ودآریو (Vedolizumab) ( ودولیزومب)
- کواگیت (Efmoroctocog Alfa) (افموروکتوکوگ آلفا)